# 아갈마토필리아

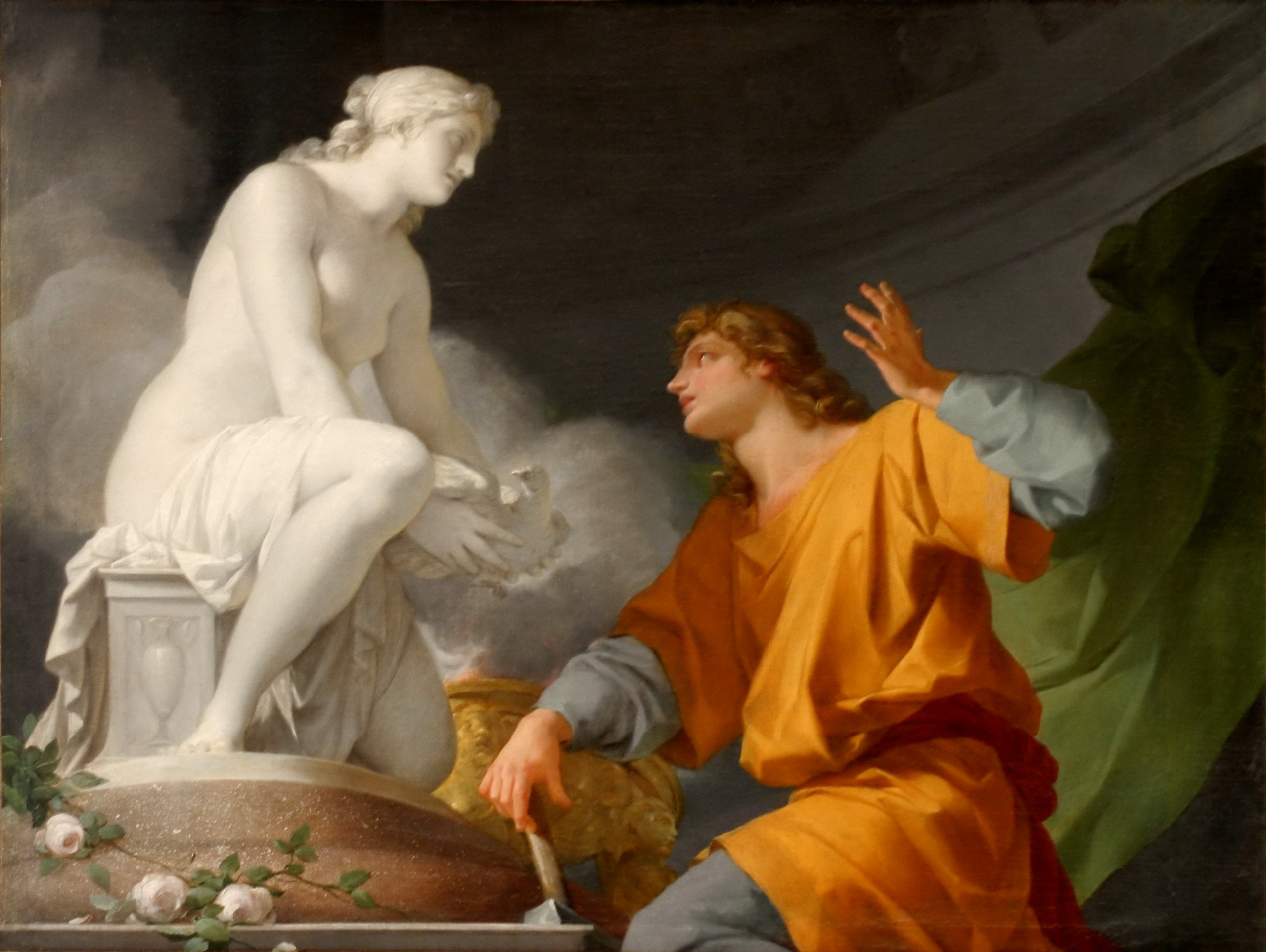
1786년 장 바티스트 르뇨가 그린 피그말리온.

아갈마토필리아(Agalmatophilia)는 그리스어로 상(像, άγαλμα, agalma)과 사랑(φιλία, philia)의 합성어이다. 인형이나 마네킹, 동상 등 사람의 형태를 한 상(像)에 성적 매력을 느끼는 성도착 증상이다. 자신이 만든 물건을 사랑하는 피그말리오니즘(Pygmalionism, 피그말리온 전설 참조) 역시 아갈마토필리아의 하나로 분류된다.

## 임상연구
아갈마토필리아는 리하르트 폰 크라프트에빙이 《성적인 정신병(Psychopathia Sexualis)》을 출판하면서 임상연구 대상이 되었다. 에빙은 저서에 1877년 한 정원사가 밀로의 비너스 상에 성적 매력을 느껴 비너스상을 상대로 성행위를 하다가 발각된 사례를 기록하였다.

## 같이 보기
- 가이노이드
- 인간 가구
- 사물성애
- 섹스 돌
- 성적 대상화